# 니이카나무타기쥐
니이카나무타기쥐(Dendromus nyikae)는 붉은숲쥐과에 속하는 설치류의 일종이다. 앙골라와 콩고민주공화국, 말라위, 모잠비크, 남아프리카공화국, 탄자니아, 잠비아 그리고 짐바브웨에서 발견된다. 자연 서식지는 습윤 사바나 지역이다.